# Akwamaryna (film)
Akwamaryna (ang. Aquamarine) – film produkcji amerykańsko-australijskiej z 2006 w reżyserii Elizabeth Allen Rosenbaum. Oparty jest na powieści Alice Hoffman. Premiera miała miejsce 3 marca 2006 roku.

## O filmie
Film opowiada o dwóch przyjaciółkach, które mają się rozdzielić z powodu wyjazdu jednej z nich do Australii. Jedyną nadzieją dla dziewczyn jest Akwamaryna-syrena, którą spotkały. W zamian za pomoc syrenie w zdobyciu miłości, ma ona spełnić jedno życzenie dziewczyn.

## Obsada
- Emma Roberts jako Cleare
- JoJo jako Hailey
- Sara Paxton jako Akwamaryna
- Jake McDorman jako Raymond
- Arielle Kebbel jako Cecilia
- Claudia Karvan jako Gionny
- Bruce Spence jako Leonard
- Tammin Sursok jako Marjorie
- Roy Billing jako dziadek Bob
- Julia Blake jako babcia Maggie
- Shaun Micallef jako Storm Banks
- Lulu McClatchy jako Bonnie
- Natasha Cunningham jako Patty
- Dichen Lachman jako Beth-Ann
- Lincoln Lewis jako Theo
- Matthew Okine jako Nick
- Regis Broadway jako Vince
- Robbie Parkin
- Joey Massey jako mały chłopiec
- Dillon Stephensen jako kelner
- Donna Fox jako strażak
- Alice Hunter jako dziewczyna na plaży
- Adam King jako strażnik sklepu
- Jess Smith jako członek zespołu Halfday
- Chris Brady jako członek zespołu Halfday
- Nathan Lockwood jako wokalista zespołu Halfday
- Dave Gilbert jako członek zespołu Halfday